# Nikolaus Aidelsburger
Nikolaus Aidelsburger (* 28. Oktober 1936 in Deisenhofen; † 4. Juni 2012 ebenda) war ein deutscher Kommunalpolitiker (CSU).

## Leben
Aidelsburger kam als Sohn eines Kinderarztes zur Welt. Der Vater hatte 1933 ein landwirtschaftliches Anwesen in dem am Münchner Stadtrand gelegenen Dorf Deisenhofen erworben. 1958 legte er am Privatgymnasium Ernst Adam das Abitur ab und studierte zunächst Theologie und Philosophie an der Universität München, wobei er auch den Philosophen Romano Guardini hörte. Nach dem Tod des Vaters wechselte er an die Landwirtschaftliche Hochschule in Weihenstephan, wo er 1963 als Diplom-Agraringenieur abschloss.
Er arbeitete zunächst als Schätzer für die genossenschaftliche Bayerische Landwirtschaftsbank. 1963 trat er der Jungen Union bei. Bei der Kommunalwahl 1966 wurde er zum Ersten Bürgermeister der Gemeinde Oberhaching gewählt. Bei seinem Amtsantritt war das Hachinger Tal Teil der geplanten Hauptausdehnungszone für die Landeshauptstadt München. Das Dorf sollte wegen seiner verkehrsgünstigen Lage am Kreuzungspunkt zweier Bahnstrecken zur Satellitenstadt mit 40.000 bis 50.000 Einwohnern anwachsen. Aidelsburger, der das dörfliche Gepräge bewahren wollte, leitete eine Abkehr von diesen Plänen ein. Erstmals in der Bundesrepublik wurde von der Gemeinde ein Planungsbüro beauftragt, das Alternativen für eine Dorfentwicklung vorlegen sollte. Als Ergebnis trat 1976 eine Ortsbausatzung in Kraft, die den sanften Übergang vom bäuerlichen Gepräge zu einer maßvoll wachsenden Wohngemeinde festschrieb.
Während seiner Amtszeit wurden auch mehrere infrastrukturelle Projekte umgesetzt: das kommunale Wasserwerk, die Volksschule in Deisenhofen, das neue Rathaus auf dem Kyberg, das Gymnasium Oberhaching und ein Hackschnitzelheizwerk auf dem Kyberg.
Nach 36 Jahren im Amt trat er bei der Kommunalwahl 2002 nicht mehr an.

## Ehrungen
- Verdienstkreuz am Bande der Bundesrepublik Deutschland
- 2002: Ehrenbürger der Gemeinde Oberhaching
- 2003: Bayerischer Verdienstorden
- September 2009: Ernennung zum Altbürgermeister